# Rafael Calzada
Rafael Calzada é uma localidade do Partido de Almirante Brown na Província de Buenos Aires, na Argentina. Sua população estimada em 2001 era de 56.419 habitantes.